# Chaetosphaeria cubensis
Chaetosphaeria cubensis är en svampart som beskrevs av Hol.-Jech. 1982. Chaetosphaeria cubensis ingår i släktet Chaetosphaeria och familjen Chaetosphaeriaceae.   Inga underarter finns listade i Catalogue of Life.